# Kenosha Maroons
Die Kenosha Maroons waren eine American-Footballmannschaft, die 1924 in der National Football League spielte. Die Maroons waren in Kenosha, Wisconsin beheimatet.

## Geschichte
Vor dem Ersten Weltkrieg gab es in Kenosha wie in anderen Städten der Region Amateur-Teams die American Football spielten. Meist spielten die Mannschaften in den Städten untereinander oder gegen die Teams benachbarter Städte. Die Teams aus Kenosha waren jedoch nie eine dominierende Macht. Nach dem Krieg finanzierte der in Kenosha ansässige Automobilhersteller Nash Motors Company sowie die American Legion Football-Teams. Dadurch konnte bessere Spieler gebunden werden und man spielte auch gegen bestklassigere Teams unter anderem aus Milwaukee und Chicago.
Das Team der Toledo Maroons spielte in der NFL-Saison 1923 mit relativ geringem Zuschauerinteresse. Nach dem Ende Saison wurde deshalb das Team von Ligaseite aufgefordert, mit dem Team in eine andere Stadt umzuziehen oder den Spielbetrieb aufzugeben. Letztendlich gab das Team das Franchise zurück. Der Manager des Teams, George Johnson, konnte jedoch die Stadt Kenosha, sowie die Unternehmen Nash Motors und Simmons überzeugen, ein NFL-Franchise für die Saison 1924 zu erwerben. Johnson schuf aus ehemaligen Spielern der Toledo Maroons, lokalen Spielern und Ex-College-Spielern das Team der Kenosha Maroons. Gespielt werden sollte abwechselnd im Nash Stadium und im Simmons Field. Zum Trainer der Mannschaft wurde Bo Hanley ernannt. Daneben agierte auch Earl Potteiger, Spieler und Trainer des Baseball-Teams von Nash Motors, als Trainer.
Ihr erstes Spiel bestritten die Maroons nach nur einer Woche Training am 4. Oktober 1924 gegen die Frankford Yellow Jackets. Sie verloren mit 6:31. Im Anschluss spielten sie gegen die Milwaukee Badgers, welchen sie mit 0:21 unterlagen. Ihr erstes Heimspiel spielten sie am 19. Oktober gegen die Hammond Pros, welche ebenfalls ihre ersten beiden Spiele verloren hatten. Das Spiel endete 6:6-Unentschieden. Trotz eines Indian Summer kamen nur 600 Zuschauer zu dem Spiel statt der erwarteten 3000 bis 5000.  Dazu kamen schwere Verletzungen bei wichtigen Spielern.
Nach einer 0:32-Auswärtsniederlage gegen die Duluth Kelleys erwarteten die Maroons ihr nächstes Heimspiel gegen die nicht in der NFL spielenden Waukegan Elks. Die beiden Städte hatten eine 20-Jahre andauernde Rivalität. Nachdem das Spiel wegen der schlechten Zuschauerzahlen im Hammond-Spiel zuerst nach Waukegan verlegt worden war, wurde es letztlich ganz abgesagt, da die Elks in ihrer Liga ein Play-off-Spiel bestritten.
Daraufhin prophezeiten die örtlichen Zeitungen schon das Ende des Teams, bzw. dass keine weiteren Heimspiele mehr ausgetragen werden und das Team nur noch Auswärtsspiele bestreiten würde. Am 9. November 1924 spielten die Maroons ihr letztes Spiel gegen die Buffalo Bisons, welches sie mit 0:27 verloren. Ein geplantes Spiel gegen die Racine Legion in der folgenden Woche wurde von Racine abgesagt, da sie Kenosha als zu schwachen Gegner einstuften. Am 19. November 1924 gab Johnson bekannt, dass alle Spieler der Maroons entlassen worden waren. Die lokalen Geldgeber versuchten das Franchise noch am Leben zu halten und verpflichteten die Spieler der Duluth Kelleys. Die geplanten Spiele gegen Racine Legion und die Kansas City Blues wurden nicht ausgetragen.
Ein gegen die Rock Island Independents am 27. November 1924 ausgetragenes Spiel wurde lange Zeit noch als NFL-Spiel gewertet. Es war jedoch ein Freundschaftsspiel der Independents gegen die als Kenosha All-Stars auflaufende Mannschaft. Das Team bestanden jedoch hauptsächlich aus Spielern der Hammond Pros.

## Uniform
Die Kenosha Maroons spielten in braunen Jerseys mit weißen Ziffern.

## Statistik
| Saison | Siege | Niederlagen | Unentschieden | Punkte erzielt | Punkte zugelassen | Platzierung  | Head Coach                   |
| ------ | ----- | ----------- | ------------- | -------------- | ----------------- | ------------ | ---------------------------- |
| 1924   | 0     | 4           | 1             | 12             | 117               | 16. (von 14) | Bo Hanley und Earl Potteiger |

| Spielwoche | Datum             | Gegner                   | Ergebnis |
| ---------- | ----------------- | ------------------------ | -------- |
| 2          | 4. Oktober 1924   | Frankford Yellow Jackets | 6:31     |
| 3          | 12. Oktober 1924  | Milwaukee Badgers        | 0:21     |
| 4          | 19. Oktober 1924  | Hammond Pros             | 6:6      |
| 5          | 26. Oktober 1924  | Duluth Kelleys           | 0:32     |
| 7          | 9. November 19241 | Buffalo Bisons           | 0:27     |